# Kőbányai lebegő vasút
A kőbányai lebegő vasút ötletét József nádor javasolta Bodmer János Gáspár badeni sóbánya-igazgató számára, aki 1827-ben egy lebegő vasút tervével állt elő, ami Pestet Szolnokkal és Debrecennel kötötte volna össze. József nádor úgy gondolta, hogy a pesti építkezésekhez nélkülözhetetlen építőanyag szállításával igen hasznosan lehet bizonyítani az ötlet életrevalóságát.
A földbe vert bakokra hosszában fektetett gerendákra erősítették a sínpárt, amelyen a kocsi négy kereke gurult. A kerekek tengelyére erősítették két oldalt (középen a tartó bakoknak helyet hagyva) a teherhordó részeket, amik „lebegtek” a levegőben (pontosabban: lengtek). Ez a fajta kivitelezés olcsóbb volt, mint a fekvő kivitel, mivel az alépítmény kevesebb anyagot, földmunkát igényelt. A vonal a Hatvani (most Rákóczi) út akkori városszéli végétől  (Hatvaner Linie, kb. a mai Baross tér) egyenes vonalban haladt a kőbányai szőlőkhöz, ahol két ágra szakadva a Kauser-féle kőbányák és a Szépítő Bizottmány kőbányái mellett haladt el, és a Lechner-féle téglaégetőnél végződött. A pálya 7,6 km hosszú volt.
A munkálatokhoz (melynek kezdetén a tervező, Bodmer elhunyt, így az építkezést Spiegel József ácsmester vette át) 1372 darab keményfapillért, kétszer annyi keményfagerendát, 512 mázsa sínt, 14 000 szeget és 10 000 csavart használtak fel. A pálya Pest felé lejtett, hiszen arrafelé történt a teherszállítás. Az 1827. augusztus 20-i próbán a 448 mázsányi kővel, gabonás zsákkal, hasábfával, négy hordó borral, negyven mázsa gyapjúval és némi téglával megrakott hét kocsit két ló könnyedén elhúzta.
A hagyományos szekeres fuvarosok azonban erős versenyt jelentettek, és a helyi téglaégetők és kőfejtők is saját kezükben akarták tartani a szállítást, ezért nem kötöttek szerződést a lebegő vasúttal. Télen problémát jelentett, hogy a pályára rakódott dér miatt nehezebb volt a vontatás. A kocsik nagy szélben lengésbe jöttek, ilyenkor le kellett állítani a vontatást. A részvénytársaság 1828. március 20-án az üzem beszüntetése és a vasút elbontása mellett határozott. A pálya bontási anyagának árából rendezték az adósságot, a maradványokat pedig később a Lánchíd építésénél hasznosították. 
A vasút látványáról a kor neves rajzolója, Hofbauer János munkája alapján lehet fogalmunk.